# 김성진 (경상북도의원)
김성진(1961년 6월 25일 ~ )은 대한민국 경상북도의회 의원이다.

## 학력
- 안동대학교 국어국문학 학사

## 경력
- 경북북부신문 편집장
- 안동대학교 총동창회 부회장
- 안동YMCA 시민사업위원
- 안동YMCA이사
- 북부지역혁신협의회 문화관공분과위원장
- 경북북부연구원 이사
- 1995.07 ~ 1998.06: 제2대 안동시의회 의원
- 1998.07 ~ 2002.06: 제3대 안동시의회 의원
- 2002.07 ~ 2006.06: 제4대 안동시의회 의원
- 2006.07 ~ 2010.06: 제5대 안동시의회 의원
- 2014.07 ~ 2018.05: 제7대 안동시의회 의원
- 2018년 7월 1일 ~ 2022년 6월 30일 : 제11대 경상북도의회 의원

## 역대 선거 결과
|  | 20.41% |

|  | 0% |

|  | 39.27% |

|  | 9.15% |

|  | 49.01% |

|  | 54.96% |